# Крис Месина
Кристофер Месина (енгл. Christopher Messina; 11. август 1974) амерички је глумац. Играо је главну улогу у хорор филму Ђаво (2010), споредне улоге у филмовима Стигла вам је пошта, Покераши, Љубав у Барселони, Џули и Џулија и Арго, као и у серијама Опасна игра и Миндин пројекат.